# Thamnoecha
Thamnoecha är ett släkte av fjärilar. Thamnoecha ingår i familjen svärmare.
Kladogram enligt Catalogue of Life:
| Thamnoecha | \| \| Thamnoecha concolor \| \| \| \| \| \| Thamnoecha uniformis \| \| \| \| |
|            | \| \| Thamnoecha concolor \| \| \| \| \| \| Thamnoecha uniformis \| \| \| \| |
|            | Thamnoecha concolor                                                          |
|            |                                                                              |
|            | Thamnoecha uniformis                                                         |
|            |                                                                              |